# 矢田野村
矢田野村（やたのむら）は、石川県江沼郡に存在した村。

## 地理
- 現在の小松市南西部。柴山潟の東方、粟津温泉の西方に位置する。当村の東方は一部粟津温泉郷にかかっていた。地形は平坦な部分が多い。
- 主な産業は農業（米、麦、ジャガイモ、サツマイモ、茶）、木材業（製材、パルプ）、紡績、瓦製造など。

## 歴史
- 1889年（明治22年）4月1日 - 町村制の施行により、江沼郡矢田野村、下粟津村、二ツ梨村、荒尾村、湯上村、戸津村及び林村の区域をもって、江沼郡矢田野村が発足する。役場は当初、戸津に設置。
- 1897年（明治30年）9月20日 - 北陸本線の福井・小松間が開業、当村内を通過。駅は設置されず。
- 1911年（明治44年）3月5日 - 粟津軌道（後の北陸鉄道粟津線）の粟津駅（後の粟津温泉駅）・符津駅（後の新粟津駅）間が開業。
- 1911年（明治44年） - 役場を戸津から下粟津に移転。
- 1955年（昭和30年）4月1日 - 小松市に編入する。その内大字荒屋は上荒屋町に名称を変更する。6大字はそのまま小松市の町名に継承。

## 交通

### 鉄道路線
（当村廃止時点のもの）
- 北陸鉄道
  - 粟津線： （新粟津駅方面 ← ） - 下粟津駅 - 林駅 - （ → 粟津温泉駅・山代駅・河南駅方面）